# Michel Larpe
Michel Larpe (Angoulême, 18 december 1959) is een Frans voormalig wielrenner, zijn zoon Mickaël Larpe was ook een wielrenner.

## Carrière
Larpe behaalde meerdere overwinningen als amateur en was drie jaar prof daarin behaalde hij enkele overwinningen. Hij gaf in 2013 toe dat hij zijn zoon EPO had ingespoten.

## Overwinningen
1979
- Eindklassement Ronde van Loir-et-Cher

1980
- Parijs-Troyes

1982
- 1e etappe Parijs-Bourges

1984
- Essor Basque

1985
- Circuit Boussaquin

1988
- Bordeaux-Saintes
- Circuit Vallee du Bedat

Wielerploegen van Michel Larpe
Alban ·
Bazzo ·
Bondue ·
Demeyre ·
Durant ·
Guyot ·
Jourdan ·
Larpe ·
Martínez ·
Michel ·
Pescheux ·
Sherwen ·
Vallet ·
Van Den Haute ·
Vandenbroucke ·
Vanoverschelde
Alban ·
Bazzo ·
Bondue ·
De Muynck ·
De Wilde ·
Demeyre ·
Dithurbide ·
Durant ·
Guyot ·
Jourdan ·
Larpe ·
Maas ·
Sherwen ·
Simon ·
Vallet ·
Van Den Haute ·
Vandenbroucke ·
Vanoverschelde